# Cephalelus pickeri
Cephalelus pickeri är en insektsart som beskrevs av Lorenzo Prendini 1997. Cephalelus pickeri ingår i släktet Cephalelus och familjen dvärgstritar. Inga underarter finns listade i Catalogue of Life.